# 宮舘涼太
宮舘 涼太（みやだて りょうた、1993年〈平成5年〉3月25日 - ）は、日本のアイドル、タレント、俳優、ラジオパーソナリティ。男性アイドルグループ・Snow Manのメンバー。愛称は、だて様、舘様、舘さん。
血液型A型。東京都江戸川区出身。STARTO ENTERTAINMENT所属。

## 来歴
11歳の時、母親が内緒で履歴書を送り、「買い物に行くから」と言われてついていった先がジャニーズ事務所のオーディション会場だった。100人以上いる中、前へ出るよう促され、一番前のセンターで踊り、歌のオーディションでは「世界に一つだけの花」を歌った。その間、自身をずっと至近距離で観察していた人がジャニーズ事務所社長のジャニー喜多川であることを知らず、オーディション後にネームプレートの返し場所を聞いたところ、その流れで2人だけでラーメンを食べに行くことになった。受かっても受からなくてもどちらでもよかったが、翌日のレッスンに呼ばれたため参加し、2005年10月1日、中学1年生でジャニーズ事務所に入所。
2006年、Kitty Jr.にサブメンバーとして加入し、Jr.BOYSとしても活動。2009年、Mis Snow Manのメンバーに選ばれ、2012年からSnow Manとして活動する。
2018年に『ぬけまいる〜女三人伊勢参り』で以前から出演を熱望していた時代劇に初出演およびドラマ初出演を果たす。
結成8年目の2020年1月22日にシングル『D.D./Imitation Rain』でCDデビュー。
2021年10月から『ラヴィット!』に、佐久間大介と隔週で火曜日ゲストとして出演。2023年4月に火曜隔週レギュラーへ昇格した。
2023年10月16日、自身初の単独MCを務める料理番組『日本全国さすらい料理バラエティ 黄金のワンスプーン!』がスタートする。4回の特番を経て、2024年10月にはゴールデン帯に初進出した。
2023年11月27日、公式Instagramを開設。
2024年1月18日、『大奥』で連続ドラマ初出演を果たし、スピンオフドラマ『大奥〜定信の恋〜』で初主演を務める。
2025年4月6日、初の冠ラジオ番組『宮舘涼太のロイヤルサロン』がスタートする。

## 人物
Snow Manの“貴族”。ロイヤルな雰囲気をまとっていることからJr.時代より「舘様」の愛称で親しまれており、「宮舘王国」の国王として、独自の世界観を繰り広げている。モットーは「セクシー、ロイヤル、美しく」。指先まで美しいしなやかな踊りと、華麗なアクロバット、色気のあふれる声で魅了し、「ごきげんよう」という挨拶ひとつで拍手が起きる。衣装デザインを手掛けることもある。
父はサーファー、母は元レディース総長。5歳下の妹と、8歳下の妹がいる。妹とは用事がないときにも電話がかかってきたり買い物に行ったりと仲が良く、初表紙を飾ったときには自身の表紙の絵が描かれたクッションをプレゼントでもらった。家族が合鍵を持っており、勝手に家にいることもある。「涼太」（りょうた）という名前は母親が宮舘を身ごもっているときに元暴走族のバス運転手が主人公の漫画『ころがし涼太』を父親が読んでいたことに由来する。
幼稚園のころの髪型は髪を編み込んだドレッドヘアだった。幼少期に憧れたヒーローは『電磁戦隊メガレンジャー』のメガレットで、毎週日曜日に父親と後楽園ゆうえんちに出向き握手をしてもらっていた。小学2年生でサーフィンとダンスを始め、スイミング、体操、ドラムも習う。振付師のKANATAとは小学生の頃に同じレッスンを受けていた。小学校時代は給食から登校するなどやんちゃであったと話し、小学5年生ころには母親に連れられ病院でピアスを開けた。中学の卒業式では特攻服を着て写真を撮った。
"レインボーローズ"という名前のセキセイインコを飼っている。色はパステルレインボー。雑誌『duet』2021年10月号では誌面デビューを果たし、単独MC番組『黄金のワンスプーン！』のキッチンカーにも“幸せを運ぶレッドカーペット”（赤い・車・ペット）にかけてレインボーローズが描かれている。
座右の銘は「ベストを尽くす」。

### 性格
- 負けず嫌いであり、「できない」という言葉を言いたくないため、何事も最終的にはできるようにして終わることを心掛けている[43]。前社長のジャニー喜多川から「何でもできる人」とお墨付きをもらったこともある[44]。阿部亮平からは「誠実で真っ直ぐなスピリットは、騎士道じゃなく、武士道寄り[45]」、深澤辰哉からは「めちゃくちゃ努力家。努力に裏打ちされた気品、説得力がある。怪我しても言わない[45]」、渡辺翔太からは「自分の中で、「こうあるべき」というルールが細かく決まっていて、ちゃんと実行する[45]」、岩本照からは「グループいち我慢強い[45]」「昔から本当に努力家[46]」と言われている。市川團十郎襲名記念プログラム『SANEMORI』で共演した市川海老蔵は宮舘の印象について「伝統の古典に向き合おうという姿勢がまっすぐ。妥協も手抜きも、自分に甘えようということもみじんもない」と語った[47]。
- 常に冷静で[48]、デビュー時には、浮足立つようなメンバーがいたら誰よりも先に気づいてグループの足並みを揃え、口数が少ない分姿勢で見せることを意識し、自分とグループを客観視していた[49]。渡辺翔太からは「本当に動じない男」、目黒蓮からは「痛がったり、セリフ以外で叫んだりしてるところを見たことがない」、ラウールからは「乱れたり動揺したりする姿は見たことがない」と言われている[50]。自身も焦ることが無いことを認めており、焦ってしまうのは中途半端に準備をすませてしまったり、深く考えずに行動してしまった自分がいた故の結果ではないかと考えている[51]。痛みにも強く、2020年の『有吉ジャポンII ジロジロ有吉』にて激痛のマッサージを受けた際には表情一つ変えなかっため、スタジオからは「奇人変人」と呼ばれたり[52]、2024年の『ラヴィット!』にて足ツボマットにダイブした際も多くの出演者が痛がり転がり落ちる中、直立不動の姿勢をキープし話題になった[53]。

### 趣味・特技・嗜好
- 特技はサーフィンやスケートボード[6]。サーフィンは両親の影響で始め[35]、夏休みの自由研究ではサーフィンのバランス感覚を習得するために、木の板とパイプでバランスボードを自作したこともある[54]。プライベートでは向井康二と一緒にゴルフも楽しんでおり[55]、YouTubeチャンネル『ハマちゃんとコージのお上手です』にも度々出演している[56][57]。
- 料理が得意で、ジャニーズJr.チャンネルでは「今夜のオカズ 宮舘を添えて」という企画を持っており[58][59]、ローストビーフや青椒肉絲などをメンバーに振る舞ってきた[60]。また2020年6月3日に更新されたSnow Man公式Youtubeチャンネルではその料理の腕を活かしメンバーをイメージしたおにぎりを作った[61]。『ラヴィット!』では「舘様クッキング」と題した料理コーナーを持ち[62]、単独MCを務める料理番組も持つ[17]。『大奥』の現場では、朝5時起きで130人前の豚汁を振る舞った[63]。
- ファッションが好きでなかでもCELINEを愛用している[64][65][66][67]。母親が色彩検定の資格を持っていた影響で幼少期から色みの豊かな洋服をたくさん着せてもらっており、祖母からプレゼントしてもらったバーバリーのセットアップを気に入って着用するなど、母と祖母のセンスがオシャレの原点だと語る[68]。普段はブーツを履くことが多く、2022年には“素敵な靴は素敵な場所へ連れていってくれる”という言葉を信じ、毎月新しい靴を1足買うようにしていることを明かしていた。岩本照からは「"今日パーティ行こうよ"って誘われてもそのまま参加できるくらい、いつもエレガントでロイヤル」と言われている[69]。
- 好きな食べ物はウニ、母親の作るけんちんうどん[70]、子持ち昆布[40]。苦手な食べ物は納豆。大豆アレルギーでもある[40]。

### 交友関係
- 尊敬している先輩は亀梨和也。2005年の『ワールドグランドチャンピオンズカップ』にて、バニラの香りに包まれた廊下を辿り楽屋に入ると、長い髪でファーの衣装を着て足を組みながらジャニー喜多川と話す亀梨がいた。その姿を見た瞬間、“この人みたいになりたい！”と強い憧れを抱き[10]、その後河合郁人に紹介してもらった[71]。「カズ兄」と呼び[72]、“亀梨くんがいなかったら、僕は今芸能界にいないかも”と語るほど憧れの存在である[73]。舞台期間中にもKAT-TUNのライブに足を運んだり、髪型や持ち物も亀梨テイストに染まっていたりと忠誠を誓っている[74]。また北山宏光を“頼れるアニキ”と話す[40]。
- 渡辺翔太とは幼稚園の頃からの幼馴染[75]。産まれた病院も同じで、幼稚園では年少から年長まで同じクラスに所属していたため、ファンからはクラス名にちなんで“ゆり組”と呼ばれている[76]。スイミングスクール、体操教室も同じ場所に通い、親同士も仲が良かったため、家族ぐるみでの付き合いがあった[77]。
- SixTONESのジェシーとは“だてジェ”と呼ばれ、過去にはお互いのことを「わかり合える存在」と語っていた[78]。ジェシーからは、宮館の父親からLINEで「ジェシー大好き」というメッセージが来たこともあると明かされており、自身の家族とも交流がある[79]。
- アインシュタインの河井ゆずるのことを「ゆず兄ぃ」と呼んでおり、プライベートでも一緒に呑んだりと交流がある[80]。シソンヌの長谷川忍とはご飯に行く仲。千鳥の大悟とも交流がある[81]。
- BE：FIRSTのMANATOとはご飯にいくなどの親交があり、「僕がこの世界で気になっていることとか、聞いたら何でも答えてくれる頼れる先輩」と言われている[82]。

## 出演

### テレビドラマ
※主演作品は太字表記
- ぬけまいる〜女三人伊勢参り 第7話・第8話（2018年12月15日・22日、NHK総合） - 修作 役[83]
- 夢食堂の料理人〜1964東京オリンピック選手村物語〜（2019年7月23日、NHK総合） - 山田和雄 役[84][85]
- 大奥（2024年1月18日 - 3月28日、フジテレビ） - 松平定信 役[86]
- 恋する警護24時 第1話・第3話（2024年1月13日・27日、テレビ朝日） - どこかの国の王子 役（コラボ出演）[87][88]
- キャスター 第1話・第2話（2025年4月13日・20日、TBSテレビ） - 鴻池翔 役（ゲスト出演）[89][90]

### 配信ドラマ
- 大奥 スピンオフドラマ『大奥〜定信の恋〜』（2024年3月28日、FOD） - 主演・松平定信 役[20]
- ショートドラマ『BUTLER』第2話・第3話・第8話（2025年2月14日・2月21日・4月12日、YouTube『CHOIYAMA / 小山慶一郎』） - 執事 役（ゲスト出演）[91][動画 1][動画 2][動画 3]

### テレビ番組
- ラヴィット!（2021年10月12日 - 、TBSテレビ） - 佐久間大介と交代で隔週で火曜レギュラー[92][注釈 1]
  - ためスノ（2021年11月2日 - 、TBSテレビ) - 番組内の冠コーナー[93]
  - ゴールデンラヴィット!（2022年12月28日・2023年12月26日・2024年12月27日[注釈 2]、TBSテレビ) [95][96]
  - 夜明けのラヴィット!（2023年4月15日 - 、TBSテレビ) - 佐久間大介と隔週でレギュラー [97][98]
  - 日本でいちばん明るい賞レース 耳心地いい-1グランプリ（2023年8月23日、TBSテレビ） - 審査員[99]
- 旅の思い出なんだっけ?（2023年7月13日[100]・11月2日[101]、テレビ東京） - チョコレートプラネットとシソンヌとMC
- 日本全国さすらい料理バラエティ 黄金のワンスプーン!（2023年10月16日 - 12月18日、TBSテレビ） - 単独MC[17][102]
  - 黄金のワンスプーン 〜聖なる夜に宮舘を添えて〜（2023年12月23日、TBSテレビ）[103]
  - 黄金のワンスプーン！冬の三浦半島食べ尽くし！SP（2024年1月19日、TBSテレビ）[104]
  - 黄金のワンスプーン！（2024年2月17日[105]・7月6日[106] / 2025年3月28日[107]・6月6日[108]・6月20日[109]、TBSテレビ）
  - 「それSnow Manにやらせて下さい」×「黄金のワンスプーン！」合体SP（2024年10月11日[110] / 2025年1月31日[111]・2月28日[112]、TBSテレビ）
  - 黄金のワンスプーン！〜新春から宮舘を添えてSP〜（2025年1月1日、TBSテレビ）[113]
  - 黄金のワンスプーン！母の日直前スペシャル（2025年5月9日、TBSテレビ）[114]
- ぶっとび！豪傑伝説（2025年1月2日・4月13日、フジテレビ） - 吉村崇とMC[115][116]
- Snow Man宮舘涼太が大接近！世界が感動するディズニーオンアイスの秘密SP（2025年5月10日、中京テレビ / 2025年5月11日、テレビ神奈川 / 2025年5月17日、長崎国際テレビ / 2025年5月31日、読売テレビ・福岡放送・広島テレビ / 2025年6月7日、秋田放送）[117]
- 人気シゴトは謎だらけ! 1日中いたら驚いた!!（2025年8月11日、日本テレビ） - 単独MC[118]

### 映画
- HOT SNOW（2011年7月9日公開、メディアプルポ） - 主演・冷泉正克 役（Mis Snow Manとして主演）[119]
- 劇場版 私立バカレア高校（2012年10月13日公開、ショウゲート） - 神崎徳之 役[120]
- 劇場版 仮面ティーチャー（2014年2月22日公開、ショウゲート） - 会計 役[121]
- ラスト・ホールド!（2018年5月12日公開、松竹） - 高井戸 仁太 役[122]
- 映画 少年たち（2019年3月29日公開、松竹） - シュンソク 役[123]
- おそ松さん（2022年3月25日公開、東宝） - 主演・ピリオド 役（Snow Manとして主演）[124]
- 火喰鳥を、喰う（2025年10月3日公開〈予定〉、KADOKAWA・GAGA） - 北斗総一郎 役[125]

### 舞台
- DREAM BOYS
  - KAT-TUN vs 関ジャニ∞ Musical Dream Boys（2006年1月3日 - 29日、帝国劇場）[126]
  - DREAM BOYS（2008年3月4日 - 30日、帝国劇場）[127]
- 滝沢演舞城 2007（2007年7月3日 - 29日、新橋演舞場）[128]
- PLAYZONE FINAL 1986-2008 SHOW TIME Hit Series Change（2008年7月6日 - 8月8日、青山劇場）[127]
- SUMMARY 2008（2008年8月2日 - 9月5日、お台場青海J地区特設会場Johnnys Theater）[127]
- 市川海老蔵 第五回自主公演『ABKAI 2019〜第一章 FINAL〜』（2019年11月5日 - 25日、シアターコクーン） - 木曽義仲 役[129][130]
- 初春歌舞伎公演 市川團十郎白猿襲名記念プログラム『SANEMORI』（2023年1月6日 - 27日、新橋演舞場） - 源義仲 役 / 木曽先生義賢 役[47][131][132]
- 祭 GALA（2024年4月1日 - 29日、新橋演舞場） - 主演（岩本照、深澤辰哉とトリプル主演）[133]

### ラジオ番組
- 宮舘涼太のロイヤルサロン Supported by Mizkan（2025年1月2日、TBSラジオ） - メインパーソナリティー[134]
  - 宮舘涼太のロイヤルサロン（2025年4月6日 - 、TBSラジオ）[21]

### コンサート
- you達の音楽大運動会（2006年9月30日 - 10月1日、国立代々木第一体育館）[126]
- 2007年謹賀新年あけましておめでとう ジャニーズJr.大集合 日本武道館 5日間公演（2007年1月2日 - 7日、日本武道館）[128]
- JOHNNYS' Jr. Hey Say 07 in YOKOHAMA ARENA（2007年9月23日・24日、横浜アリーナ）[128]

### イベント
- LOVE IT!ROCK 2024（2024年8月24日、国立代々木競技場第一体育館）[135][136]
  - LOVE IT!ROCK 2025 （2025年8月23日〈予定〉、国立代々木競技場 第一体育館） - VTR出演[137]
- ディズニー・オン・アイス "Magic in the Stars" スペシャルオープニングアクト（2025年7月19日、有明アリーナ ）[138]

### CM・広告
- ロート製薬 「OXYデオドラントボディローション」（2008年） - 深澤辰哉、加藤冠、大川慶吾、阿部亮平と共演[139]
- ミツカン
  - 「〆まで美味しい鍋つゆ」シリーズ（2022年10月3日 - ） - 川島明、神田愛花と共演[140]
  - 「麺と鍋。」（2024年5月28日 - ） - Web CM[141]
  - 「ミツカン365」アンバサダー（2024年12月3日 - ）[142]
- ウォルト・ディズニー・スタジオ「ディズニー・オン・アイス "Magic in the Stars"」（2025年4月4日 - ） - スペシャルサポーター[143][144]
- パレンテ - 深澤辰哉、岩本照と共演
  - 「WAVE コンタクトレンズ」CMキャラクター（2025年4月7日 - ）[145][146]
  - 「WAVE カラーコンタクトRING」（2025年6月3日 - ） - Web CM[147]
- ゼスプリ・インターナショナル・ジャパン「ゼスプリ栄養改革プロジェクト」アンバサダー（2025年7月18日 - ） - キウイブラザーズと共演[148][149]

## 作品

### ソロ曲
| 曲名                | リンク     | 作詞     | 作曲                                           | 振付        | JASRAC 作品コード | 名義     | 収録                                         |
| ------------------- | ---------- | -------- | ---------------------------------------------- | ----------- | ----------------- | -------- | -------------------------------------------- |
| moon                |            | Shogo    | Hirotaka Hayakawa MARED GUSTAV MAGNUS HOAI NAM |             | 1T7-1094-0        | 祭 GALA  | 映像作品『祭 GALA』収録                      |
| I・だって止まらない | [ 動画 4 ] | 深川琴美 | 須田悦弘                                       | KABA.ちゃん | 315-2644-6        | Snow Man | アルバム『THE BEST 2020-2025』〈通常盤〉収録 |

### ユニット曲
| 曲名              | リンク     | 作詞         | 作曲                                                | 振付   | JASRAC 作品コード | メンバー                     | 収録                                     |
| ----------------- | ---------- | ------------ | --------------------------------------------------- | ------ | ----------------- | ---------------------------- | ---------------------------------------- |
| P.M.G             | [ 動画 5 ] | katsuki.CF   | katsuki.CF サイトウリョースケ TARO MIZOTE           |        | 265-8482-4        | 深澤辰哉&向井康二&宮舘涼太   | アルバム『Snow Mania S1』〈初回盤B〉収録 |
| Color me live...  | [ 動画 6 ] | Funk Uchino  | Geek Boy Al Swettenham HIKARI                       | PURI   | 1R1-5577-8        | 阿部亮平&宮舘涼太&佐久間大介 | アルバム『Snow Labo. S2』〈初回盤B〉収録 |
| Vroom Vroom Vroom | [ 動画 7 ] | Funk Uchino  | BERGLUND KEN MIKAEL KIM CHANG ROCK CR SB KIM SU BIN | 岩本照 | 1S0-1933-0        | 岩本照&深澤辰哉&宮舘涼太     | アルバム『i DO ME』〈通常盤〉収録        |
| ナイトスケープ    |            | Kaz Kuwamura | p.e.t. Kaz Kuwamura                                 |        | 309-0207-0        | 深澤辰哉&阿部亮平&宮舘涼太   | アルバム『RAYS』〈初回盤B〉収録          |